# Hemirhagerrhis
Genre
Hemirhagerrhis est un genre de serpents de la famille des Lamprophiidae. 

## Répartition
Les espèces de ce genre se rencontrent en Afrique.

## Liste d'espèces
Selon The Reptile Database (16 déc. 2011) :
- Hemirhagerrhis hildebrandtii (Peters, 1878)
- Hemirhagerrhis kelleri Boettger, 1893
- Hemirhagerrhis nototaenia (Günther, 1864)
- Hemirhagerrhis viperina (Bocage, 1873)

## Publication originale
- Boettger, 1893 : Übersicht der von Prof. C. Keller anlässlich der Ruspolischen Expedition nach den Somaliländern gesammelten Reptilien und Batrachier. Zoologischer Anzeiger, vol. 16, n. 417, p. 129-132 (texte intégral).